# 克拉克冰原島峰

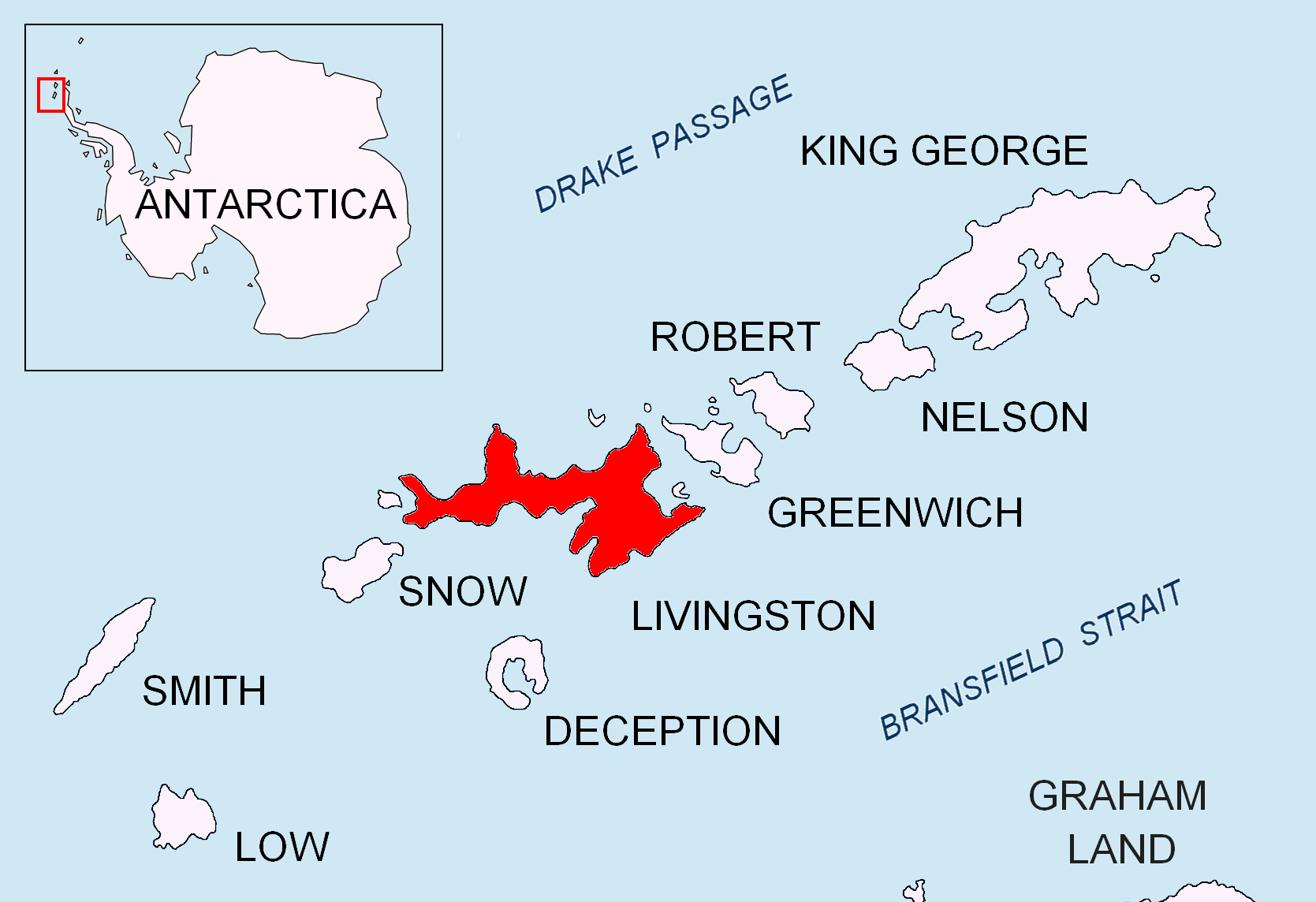

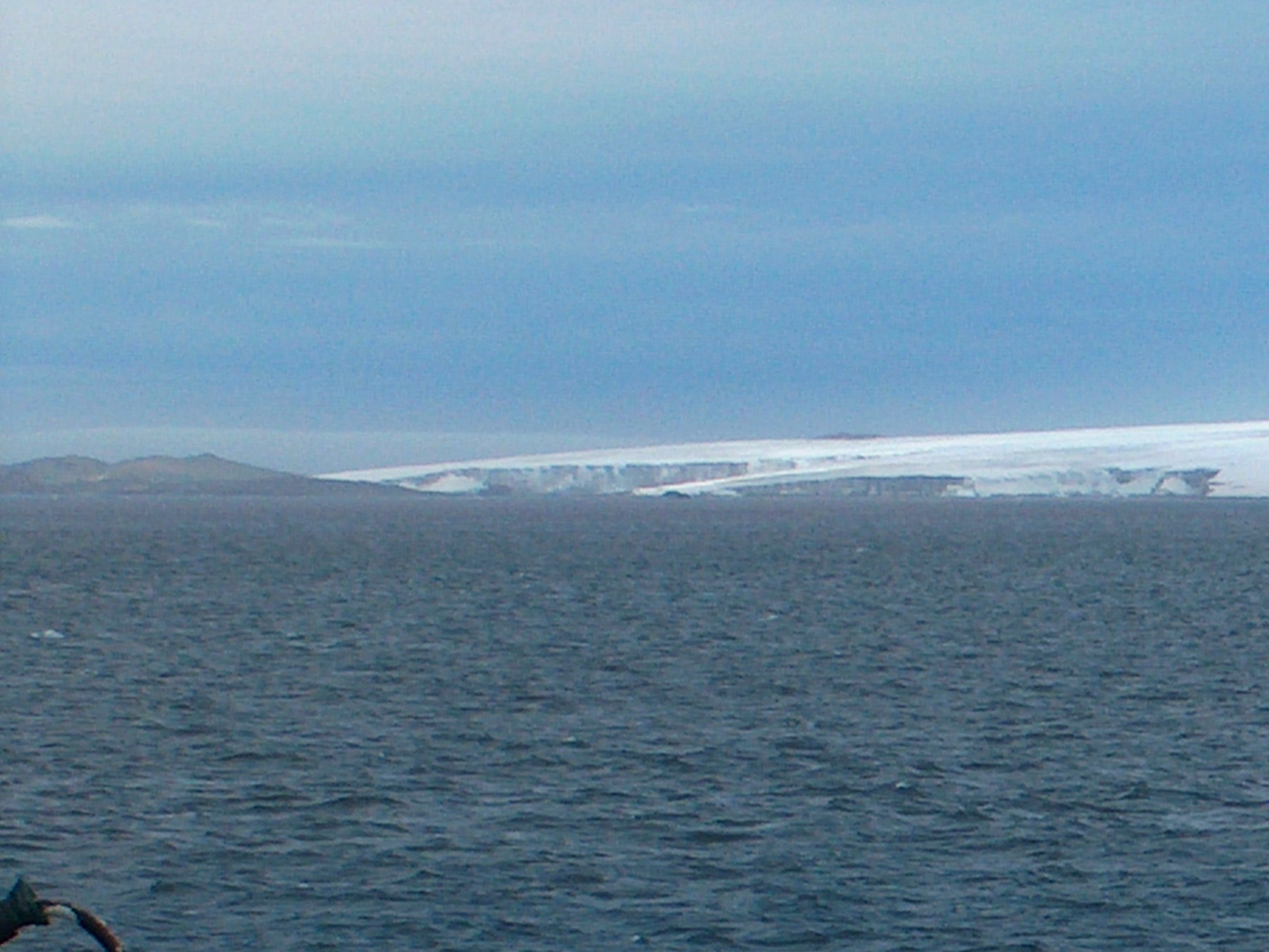

克拉克冰原島峰（英語：Clark Nunatak）是南極洲的冰原島峰，位於南設得蘭群島的利文斯頓島西部，處於尼科波爾角以東9.25公里、燦布拉克山東南面5.8公里、象角西北面3.9公里，海拔高度147米。

## 外部連結
- SCAR Composite Antarctic Gazetteer（页面存档备份，存于）.